# Lirobarleeia
Genre
Lirobarleeia est un genre de mollusques gastéropodes de la famille des Barleeiidae. L'espèce-type est Lirobarleeia galapagensis.

## Liste d'espèces
Selon World Register of Marine Species (30 octobre 2017) :
- Lirobarleeia albolirata (Carpenter, 1864)
- Lirobarleeia brami Faber & Moolenbeek, 2004
- Lirobarleeia chiriquiensis (Olsson & McGinty, 1958)
- Lirobarleeia clarionensis (Bartsch, 1911)
- Lirobarleeia deboeri (De Jong & Coomans, 1988)
- Lirobarleeia elata Gofas, 1995
- Lirobarleeia electrina (Carpenter, 1864)
- Lirobarleeia galapagensis (Bartsch, 1911)
- Lirobarleeia gradata (d'Orbigny, 1842)
- Lirobarleeia granti (Strong, 1938)
- Lirobarleeia herrerae (Baker, Hanna & Strong, 1930)
- Lirobarleeia hoodensis (Bartsch, 1911)
- Lirobarleeia ingrami (Hertlein & Strong, 1951)
- Lirobarleeia kelseyi (Dall & Bartsch, 1902)
- Lirobarleeia lara (Bartsch, 1911)
- Lirobarleeia lirata (Carpenter, 1857)
- Lirobarleeia nemo (Bartsch, 1911)
- Lirobarleeia perlata (Mörch, 1860)
- Lirobarleeia pupoides Gofas, 1995
- Lirobarleeia sublaevis Gofas, 1995
- Lirobarleeia veleronis (Hertlein & Strong, 1939)